# Бірлік (Келеський район)
Бірлі́к (каз. Бірлік) — село у складі Келеського району Туркестанської області Казахстану. Адміністративний центр Бірліцького сільського округу.
Населення — 2292 особи (2021; 2447 у 2009, 2312 у 1999, 1966 у 1989).